# Rudolf Hanslik
Rudolf Hanslik (* 15. Mai 1907 in Wien; † 29. Juni 1982 ebenda) war ein österreichischer Klassischer Philologe und Professor für Spät- und Mittellatein.

## Leben
Hanslik, Sohn eines Volksschullehrers, spielte in seiner Jugend recht erfolgreich Geige; zwischen 1923 und 1928 trat er häufig auf. Sein Studium an der Universität Wien wechselte er jedoch bald von Musikwissenschaften zu Klassischer Philologie. Im Juli 1929 wurde er bei Ludwig Radermacher mit der Dissertation Themis und Dike promoviert, 1930 legte er die Lehramtsprüfung für Latein und Griechisch ab. In den nächsten Jahren arbeitete er als Lehrer am Gymnasium und führte nebenher seine Forschungen weiter; er schrieb beispielsweise zahlreiche literarische, prosopografische, mythologische und geografische Artikel für Paulys Realencyclopädie der classischen Altertumswissenschaft. Selbst in der Zeit seines Kriegsdienstes im Zweiten Weltkrieg (von 1940 bis 1945) veröffentlichte er zwei Forschungsberichte.
Nach Kriegsende unterrichtete Hanslik zunächst am Wiener Akademischen Gymnasium und habilitierte sich nebenbei 1947 bei Karl Mras mit Vorbemerkungen zu einer Edition der Schriften des Cassiodor. Diese Ausgabe erschien im Corpus Scriptorum Ecclesiasticorum Latinorum (CSEL) der Österreichischen Akademie der Wissenschaften und begründete Hansliks Ruf als Latinist. 1947 wurde er Ehrenmitglied der Mittelschüler-Verbindung Frankonia im MKV. 1951 wurde er außerordentlicher Professor der Klassischen Philologie an der Wiener Universität; einen Ruf an die Universität Graz als ordentlicher Professor (1958) lehnte er ab. 1959 wurde Hanslik korrespondierendes Mitglied (Mai 1962 wirkliches Mitglied) der Österreichischen Akademie der Wissenschaften, 1960 wurde er auf Betreiben der Fakultät zum ordentlichen Professor befördert. Im akademischen Jahr 1968/1969 hatte er das Dekanat der Philologischen Fakultät inne. Noch 1977, kurz vor seiner Emeritierung im selben Jahr, wurde seine venia legendi auf Spät- und Mittellatein erweitert.
Rudolf Hanslik war in erster Ehe mit seiner Studienfreundin und Kollegin Judith Andrée (1906–1951) verheiratet, mit der er drei Kinder hatte, und in zweiter Ehe mit der Ärztin Hedwig Hanslik geb. Horak (1923–2023), mit der er ebenfalls drei Kinder hatte.

## Leistungen
Hanslik hatte bei seinen vielfältigen, nach eigener Aussage stets wechselnden Interessen keine besonderen Schwerpunkte seiner Arbeit und war auf vielen Gebieten seines Faches tätig. Neben der oben erwähnten Herausgabe der Schriften des Cassiodor ist besonders seine sorgfältige Edition der Regula Benedicti (1960) im Rahmen des CSEL zu erwähnen, die von Papst Johannes XXIII. mit dem Silvesterorden ausgezeichnet wurde. Auf seine Bemühungen geht das technisch hochmoderne Augustinus-Lexikon der Österreichischen Akademie der Wissenschaften zurück.